# Christine Langenfeld

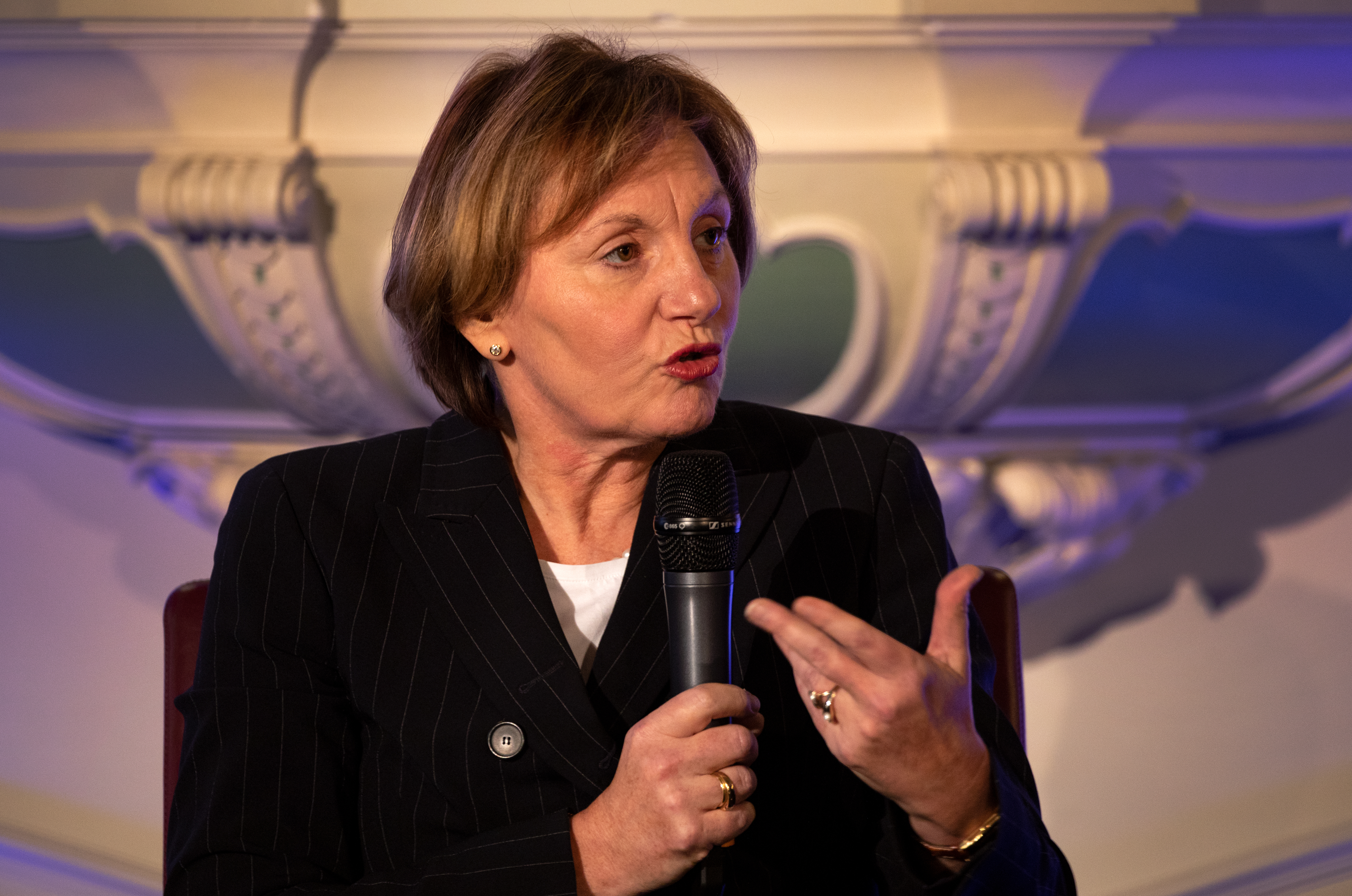
Christine Langenfeld, 2019

Christine Langenfeld (* 16. August 1962 als Christine Wagner in Luxemburg) ist eine deutsche Rechtswissenschaftlerin. Sie ist seit 2016 Richterin im Zweiten Senat des Bundesverfassungsgerichts.

## Werdegang
Langenfeld ist die Tochter des CDU-Politikers und späteren rheinland-pfälzischen Ministerpräsidenten Carl-Ludwig Wagner. Sie studierte von 1980 bis 1986 Rechtswissenschaften an den Universitäten Trier, Mainz und Dijon und legte in Mainz das erste Staatsexamen ab. 1986 und 1987 war sie als Wissenschaftliche Mitarbeiterin am Lehrstuhl von Eckart Klein für öffentliches Recht und Europarecht an der Universität Mainz tätig. Von 1987 bis 1988 absolvierte sie ein Promotionsstipendium im Rahmen der Landesgraduiertenförderung des Landes Rheinland-Pfalz. Ihre Promotion erfolgte 1989 mit dem Thema Die Gleichbehandlung von Mann und Frau im Europäischen Gemeinschaftsrecht. 1991 legte sie das zweite Staatsexamen ab. Im Anschluss daran arbeitete Langenfeld als Wissenschaftliche Mitarbeiterin am Lehrstuhl von Georg Ress für Öffentliches Recht, Europa- und Völkerrecht der Universität des Saarlandes. 1991 wurde sie Wissenschaftliche Referentin am Max-Planck-Institut für ausländisches öffentliches Recht und Völkerrecht in Heidelberg, wo sie bis zum Beginn ihres Habilitandenstipendiums der DFG im Jahre 1997 blieb. Das Habilitationsthema war Integration und kulturelle Identität zugewanderter Minderheiten in der Bundesrepublik Deutschland. Eine Untersuchung am Beispiel des allgemeinbildenden Schulwesens. Für diese Arbeit wurde sie 2001 mit dem Augsburger Wissenschaftspreis für Interkulturelle Studien ausgezeichnet. 2000 wurde sie an der Universität des Saarlandes für die Fächer deutsches und ausländisches öffentliches Recht, Europa- und Völkerrecht habilitiert.
Seit Oktober 2000 hat sie einen Lehrstuhl für öffentliches Recht an der Universität Göttingen inne. Von 2008 bis 2016 gehörte sie dem Sachverständigenrat deutscher Stiftungen für Integration und Migration an, dessen Vorsitzende sie als Nachfolgerin von Klaus J. Bade vom 1. Juli 2012 bis zum 8. Juli 2016 war. Am 8. Juli 2016 wurde Langenfeld vom Bundesrat in den zweiten Senat des Bundesverfassungsgerichts gewählt und am 20. Juli zur Richterin ernannt. Sie folgte Herbert Landau nach.
Sie ist Mitglied des Rates für Migration.
Langenfeld lebt in Leipzig; sie ist Ehefrau von Harald Langenfeld, dem Vorstandsvorsitzenden der dortigen Sparkasse, und Mutter einer erwachsenen Tochter.

## Veröffentlichungen
- Islamischer Religionsunterricht – Formale Treue zur Verfassung reicht nicht. In: Frankfurter Allgemeine Zeitung (FAZ). 15. November 2007, S. 12, archiviert vom Original am 12. Februar 2013 (Wiedergegeben auf der Website von Wir sind Kirche Deutschland).
- Religiöse Freiheit – Gefahr oder Hilfe für die Integration? (pdf, 51 kB) Manuskript zur Rede in Bitburg anlässlich der 53. Bitburger Gespräche. 7. Januar 2010.
- Integration und kulturelle Identität zugewanderter Minderheiten. Eine Untersuchung am Beispiel des allgemeinbildenden Schulwesens in der Bundesrepublik Deutschland, Jus Publicum, Band 80, Mohr Siebeck, 2001, ISBN 3-16-147579-8